# Бауэр, Фелиция
Фелиция Бауэр (18 ноября 1887, Прудник, Опольское воеводство — 15 октября 1960, Рай, Нью-Йорк) — невеста писателя Франца Кафки, его письма к ней были опубликованы в 1967 году в сборнике «Письма к Фелиции».

## Биография
Фелиция Бауэр родилась в Нейштадте, Верхняя Силезия (в наст. время г. Прудник) в еврейской семье. Её отец Карл Бауэр (около 1850—1914) был страховым агентом а мать Анна, урождённая Данцигер (1849—1930), была дочерью местного красильщика. У Фелиции было четверо братьев и сестёр: Эльзе (1883—1952), Фердинанд (Ферри) (1884—1952), Эрна (1885—1978) Антоний (Тони) (1892—1918). В 1899 году семья перебралась в Берлин.
Фелиция начала посещать Handelsschule, профессиональное коммерческое училище, но в 1908 году ей пришлось оставить учёбу, так как семья не могла этого позволить. С 1909 года она работала стенографистом в берлинской компании звукозаписи «Одеон». В следующем году она устроилась в «Carl Lindström Company», организацию по производству граммофонов и диктофонов «Parlographs» (наиболее современных для того времени). За небольшое время она получила повышение. Фелиция работала в сфере маркетинга и представляла компанию на торговых ярмарках. В апреле 1915 года она начала работу в «Technische Werkstätte Berlin», внося значительный вклад в семейный бюджет.
Фелиция Бауэр повстречала Кафку в Праге 13 августа 1912 года, когда он посетил своего друга Макса Брода и его жену. Сестра Брода София была замужем за двоюродным братом Фелиции, а сама Фелиция в это время находилась в Праге на пути в Будапешт, чтобы навестить свою сестру Эльзе.
Через неделю после встречи, 20 апреля Кафка написал в своём дневнике:
Мисс ФБ. Когда я зашёл к Бродам 13 августа она сидела за столом. Мне было совсем не любопытно, кто она, я сразу же принял ее как должное. Костлявое, пустое лицо, открыто показывавшее пустоту [своей хозяйки]. Голая шея. На ней была накинута блузка. Её платье выглядело совсем домашним, хотя таковым не было. Я немного отдаляюсь от нее, разглядывая ее так пристально...Нос, очень похоже что сломанный. Светлые, местами прямые, некрасивые волосы и сильный подбородок. Когда я сел за стол я впервые посмотрел на неё вблизи, но к этому моменту у меня уже сложилось непоколебимое мнение.
Вскоре после встречи он стал ей посылать письма, почти ежедневно, выражая в дневнике разочарование, когда она не отвечала так же часто . Он посвятил ей свой рассказ «Приговор», написанный им в ночь на 22 сентября 1912 года. Они снова встретились на Пасху 1913 года, и в конце июля того же года он написал ей письмо с предложением вступить в брак. Помолвка состоялась на еврейский праздник Шавуот, в субботу 31 мая 1914 года, в присутствии родителей Кафки и его сестры Оттлы. Однако через несколько недель, в августе помолвка была разорвана.
После сложных переговоров, в основном в письмах и десяти дней, проведённых вместе в Мариенбаде в июле 1916 года они заключили новую помолвку 12 июля 1917 года, планируя вскоре пожениться и жить вместе в Праге. Однако в это время Кафка страдал от симптомов туберкулёза (который в итоге и свёл его в могилу) и разорвал помолвку. Фелиция уехала 27 декабря.
Она сохранила более пятисот писем Кафки, опубликованных впоследствии в сборнике «Письма к Фелиции», её же письма к Кафке не сохранились. Элиас Канетти опубликовал письма в книге под названием Kafka’s Other Trial / The Letters to Felice («Другой процесс Кафки: Письма к Фелиции»), ссылаясь на роман Кафки «Процесс», который он описывает как «роман, в котором помолвка Фелиции и Кафки переосмысливается как таинственный и угрожающий арест героя». Американский критик Мичико Какутани отметила в обзоре Kafka’s Kafkaesque Love Letters («Кафкианские любовные письма Кафки») для газеты «The New York Times», что в письмах Кафки содержатся:

отличительные черты его литературного творчества: то же нервное внимание к мельчайшим деталям; то же параноидальное осознание меняющегося баланса сил; та же атмосфера эмоционального удушья — в сочетании, как ни странно, с моментами мальчишеского пыла и восторга.
Оригинальный текст (англ.)[the] earmarks of his fiction: the same nervous attention to minute particulars; the same paranoid awareness of shifting balances of power; the same atmosphere of emotional suffocation – combined, surprisingly enough, with moments of boyish ardor and delight.

В 1919 году она вышла замуж за Морица Марасса (1873—1950), совладельца частного берлинского банка. У них было двое детей: Хайнц (1920—2012) и Урсула (1921—1966). С приходом нацистов к власти на выборах 1930 года семья перебралась в Швейцарию, понеся финансовые убытки. В 1931 году они там поселились а в 1936 году переехали в США. Она открыла магазин, где продавались вязаные изделия, сделанные ею и ее сестрой Эльзе. После смерти мужа, испытывая финансовые проблемы ввиду болезни, она в 1955 году продала письма Кафки издателю Залману Шокену. Умерла в г. Рай, штат Нью-Йорк.

## Память
Музыкант Адам Грин — её правнук.
В своей сольной пьесе с музыкой Felice to Franz («Фелиция Францу») (1992) исполнительница Клаудия Стивенс изображает Фелицию, отвечающую на письма Кафки. Текст пьесы воссоздаёт письма, которые Фелиция могла бы написать Францу.
В 2011 году в радиопьесе канала ВВС Kafka the Musical, по сценарию Мюррея Гольда, роль Фелиция сыграла Джессика Рейн. В 2012 году эта радиопьеса была поставлена на сцене театра Theatre Inconnu, роль Фелиция сыграла Холли Джонсон.
В 2022 году чешский автор Магдалена Плацова опубликовала биографический роман Život po Kafkovi («Жизнь после Кафки») о жизни Фелиции Бауэр в США.